# Pense (Saskatchewan)
Pense est un bourg canadien du centre-sud de la province de la Saskatchewan, à 26 km à l'ouest de Régina. Il compte 603 habitants.

## Géographie

Plan de la municipalité rurale de Pense No. 160 avec les municipalités urbaines enclavée de Pense à l'est et de Belle Plaine à l'ouest.

À vol d'oiseau, Pense se situe à 26 km à l'ouest du centre ville de Régina, la capitale saskatchewanaise. Le bourg est établi à 575 m d'altitude. Sa superficie est de 1,32 km2. La ville est traversée par la route provinciale 641 (qui relie Lumsden au nord à la route transcanadienne 1 et à la route provinciale 39 au sud) ainsi que par le chemin de fer transcontinental du Canadien Pacifique. La municipalité urbaine de Pense est enclavée dans la municipalité rurale de Pense n°160.  Du point de vue hydrographique, Pense dépend du bassin versant de la Wascana par le ruisseau Cottonwood, dernier affluent de la rivière Wascana avant sa confluence avec la Qu'appelle.

## Histoire
La région de Pense se peuple à partir de 1882, l'arrivée du chemin de fer du Canadien Pacifique facilite la colonisation agricole. La municipalité est créée en 1904 avec le statut de village. Dans les années 1950, le village compte 4 élévateurs à grain,,.

## Démographie
Au recensement de 2021, la municipalité urbaine de Pense atteint 603 habitants sur 1,32 km2 tandis que la municipalité rurale de Pense en compte 441 sur 840,18 km2.
| 1971 | 1976 | 1981 | 1986 | 1991 |
| ---- | ---- | ---- | ---- | ---- |
| 270  | 356  | 472  | 523  | 556  |

| 1996 | 2001 | 2006 | 2011 | 2016 |
| ---- | ---- | ---- | ---- | ---- |
| 534  | 533  | 507  | 532  | 587  |

| 2021 | - | - | - | - |
| ---- | - | - | - | - |
| 603  | - | - | - | - |